# Prunus subg. Prunus
Prunus subg. Prunus es un subgénero del género Prunus de la familia Rosaceae.
Prunus subgen. Prunus,  comprende al albaricoquero (damasco) y el ciruelo, con floración a comienzos de primavera, caracterizado por presentar brotes axilares solitarios, drupas marcadas por una depresión a uno de los lados, y vainas de las semillas rugosas.
El  subgénero Prunus; se distinguen de otros subgéneros afines (como Amygdalus, que comprende al melocotonero y el almendro, Cerasus, que comprende los cerezos, etc.) porque sus flores se agrupan en número de 1 a 5 en tallos cortos; su fruto —técnicamente una drupa— tiene una ranura de arriba abajo que parece dividirla en dos lóbulos en una de sus caras, y una única semilla de gran tamaño y vaina lisa. El subgénero se divide en tres secciones:
- Sección Prunus (ciruelas del Viejo Mundo), cuyas hojas se enrollan hacia dentro en el capullo; las flores se presentan en grupos de 1 a 3; y la fruta es lisa. Incluye las especies P. cerasifera, P. cocomilia, P. consociiflora, P. domestica, P. salicina, P. simonii y P. spinosa.
- Sección Prunocerasus (ciruelas del Nuevo Mundo), cuyas hojas forman un haz que se dobla hacia dentro en el capullo; los flores se presentan en ramilletes  de 3 a 5; y la fruta es lisa. Incluye las especies: P. alleghaniensis, P. americana, P. angustifolia, P. hortulana, P. maritima, P. mexicana, P. nigra, P. orthosepala y P. subcordata.
- Sección Armeniaca (albaricoques), cuyas hojas forman un haz enrollado hacia dentro en el capullo; las flores tienen tallos muy cortos. Algunos autores consideran a esta sección un subgénero distinto. Comprende las especies P. armeniaca, P. brigantina, P. mume y P. sibirica.

El fruto del ciruelo es la ciruela, drupa comestible. La ciruela y su árbol son los símbolos frutales de China.

## Uso comestible

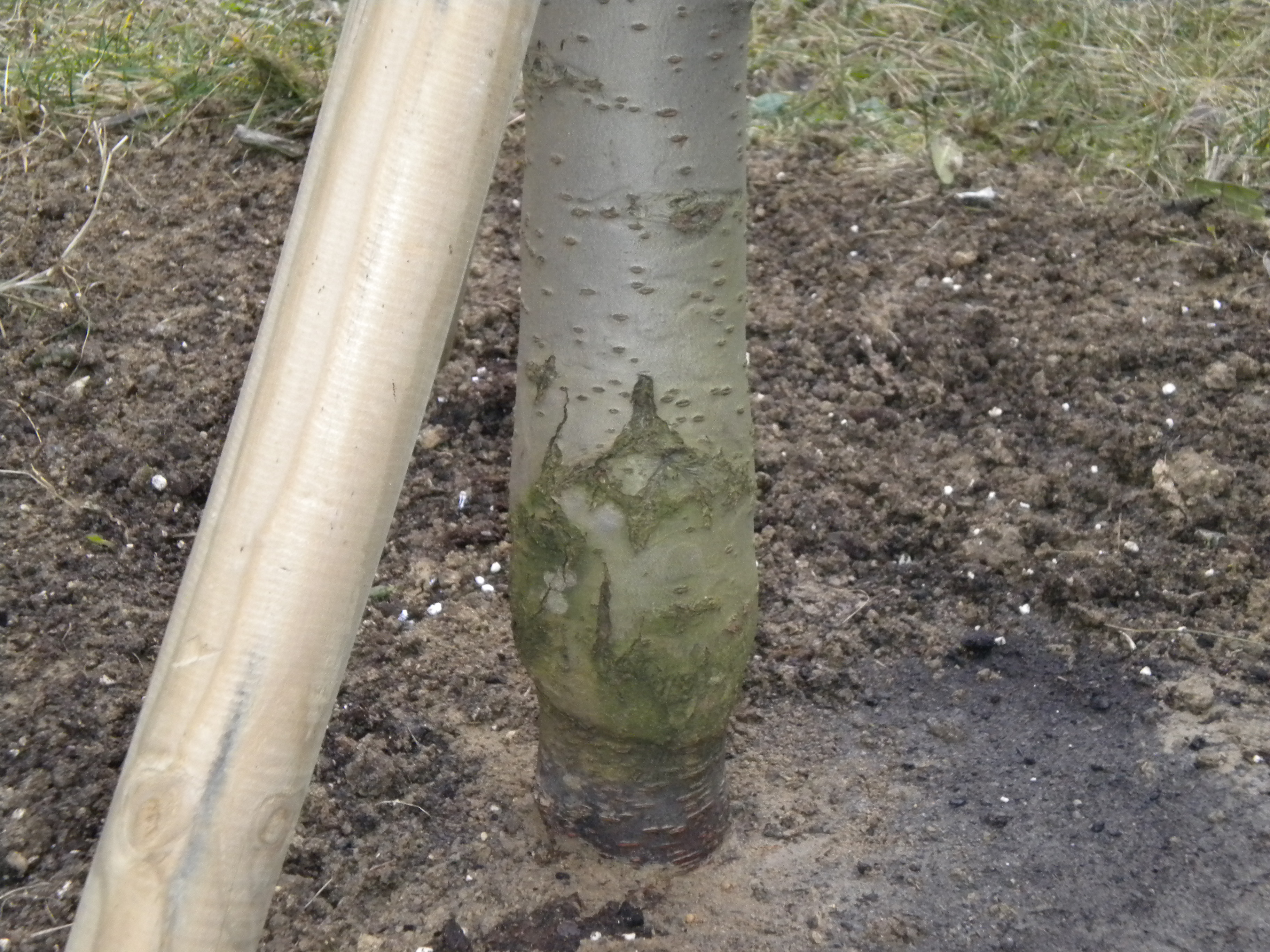
Cultivar Regina Claudia yellow

## Especies seleccionadas

### SecciónArmeniaca
- Prunus armeniaca L.
- Prunus brigantina Vill.
- Prunus mandshurica (Maxim.) Koehne
- Prunus mume (Sieb.) Sieb.& Zucc.
- Prunus sibirica L.

### SecciónMicrocerasus
- Prunus bifrons
- Prunus cistena
- Prunus glandulosa Thunb.
- Prunus humilis Bunge
- Prunus jacquemontii
- Prunus japonica Thunb.
- Prunus microcarpa C.A.Mey.
- Prunus prostrata Labill.
- Prunus tomentosa Thunb.

### SecciónPenarmeniaca
- Prunus andersonii A.Gray
- Prunus fremontii S.Watson
- Prunus pumila L. 
  - Prunus pumila var. besseyi (L.H.Bailey) Gleason

### SecciónPrunocerasus
- Prunus alleghaniensis Porter
- Prunus americana Marshall
- Prunus angustifolia Marshall
- Prunus geniculata R.M.Harper
- Prunus gracilis Engelm. & A.Gray
- Prunus hortulana L.H.Bailey
- Prunus maritima
- Prunus mexicana S.Watson
- Prunus munsoniana W.Wight & Hedrick
- Prunus murrayana E.J.Palmer
- Prunus nigra Aiton
- Prunus × orthosepala Koehne
- Prunus × palmeri Sarg.
- Prunus rivularis Scheele
- Prunus × slavinii Palmer ex Rehd.
- Prunus subcordata Benth.
- Prunus umbellata Elliott

### SecciónPrunus
- Prunus cerasifera Ehrh.
- Prunus cocomilia Ten.
- Prunus domestica L. 
  - Prunus domestica syriaca
- Prunus × fruticans Weihe
- Prunus salicina Lindl.,
- Prunus simonii Carrière

## Producción mundial
| Lugar                                      | País                 | Producción (tonelada) |
| ------------------------------------------ | -------------------- | --------------------- |
| 1                                          | China                | 6.100.000             |
| 2                                          | India                | 738.345               |
| 3                                          | Serbia               | 512.645               |
| 4                                          | Rumania              | 306.967               |
| 5                                          | Chile                | 305.556               |
| 6                                          | Turquía              | 305.108               |
| 7                                          | Irán                 | 226.956               |
| 8                                          | Bosnia y Herzegovina | 220.000               |
| 9                                          | Italia               | 210.564               |
| 10                                         | Estados Unidos       | 210.001               |
| —                                          | Mundial              | 11.528.337            |
| Source: UN Food & Agriculture Organization |                      |                       |